# The World Set Free
El mundo se liberta (una historia de la humanidad) (en inglés: The World Set Free) es una novela escrita en 1913 y publicada en 1914 por H. G. Wells. El libro está basado en la predicción de la clase de arma más destructiva e incontrolable que el mundo jamás ha visto.  Apareció primero en forma seriada con un final diferente, como  Trilogía Profética, constando de tres libros:  Una trampa para capturar el Sol, La última guerra en el mundo y El mundo se liberta .
Un tema frecuente del trabajo de Wells, como en su libro de no ficción Anticipaciones de 1901, fue la historia del dominio del poder y la energía por parte de los humanos a través del avance tecnológico, visto como un determinante del progreso humano. La novela comienza: "La historia de la humanidad es la historia del logro del poder externo. El hombre es el animal que usa herramientas y hace fuego. . . . Avanza siempre en el largo recorrido, y aunque alguna vez retroceda, recupera otra vez el retraso". (Muchas de las ideas que Wells desarrolla aquí encontraron un desarrollo más completo cuando escribió The Outline of History en 1918-1919. ) La novela está dedicada "A la interpretación del radio de Frederick Soddy ", un volumen publicado en 1909. Esta primera parte del libro funciona a modo de prólogo poniendo en contexto a la evolución humana. Destaca la importancia del sector de los soñadores para mejorar la sociedad. Combina la evolución junto con un pequeño diálogo entre padre e hijo. Al final del prefacio, el autor nos presenta al protagonista del libro Holsten.
Los científicos de la época eran muy conscientes de que la lenta desintegración radiactiva natural de elementos como el radio continúa durante miles de años y que, si bien la tasa de liberación de energía es insignificante, la cantidad total liberada es enorme. Wells usó esto como base para su historia. En su ficción,

El problema que ya estaba siendo discutido por científicos como Ramsay, Rutherford y Soddy, a principios del siglo XX, el problema de inducir radioactividad en los elementos más pesados y así aprovechar la energía interna de los átomos, fue resuelto por una maravillosa combinación de inducción, intuición y suerte por Holsten tan pronto como el año 1933
.

El conocimiento de Wells de la física atómica provino de la lectura de William Ramsay, Ernest Rutherford y Frederick Soddy ; el último descubrió la desintegración del uranio. El libro de Soddy Wealth, Virtual Wealth and Debt elogia The World Set Free . La novela de Wells puede incluso haber influido en el desarrollo de las armas nucleares, ya que el físico Leó Szilárd leyó el libro en 1932, el mismo año en que se descubrió el neutrón . En 1933 Szilárd concibió la idea de la reacción en cadena de neutrones y solicitó patentes sobre ella en 1934.
Las "bombas atómicas" de Wells no tienen más fuerza que un explosivo común  y son dispositivos bastante primitivos detonados por un "lanzador de bombas" que muerde "un pequeño botón de celuloide". Consisten en "trozos de puro Carolinum " que inducen "una explosión continua y ardiente" cuya vida media es de diecisiete días, de modo que "nunca se agota del todo", de modo que "hasta el día de hoy los campos de batalla y los campos de bombas de ese El tiempo frenético de la historia humana está salpicado de materia radiante y, por tanto, de centros de rayos inconvenientes ".

Nunca antes en la historia de la guerra había habido un explosivo continuo; de hecho, hasta mediados del siglo XX los únicos explosivos conocidos eran combustibles cuya explosividad se debía enteramente a su instantaneidad; y estas bombas atómicas que la ciencia estalló en el mundo esa noche fueron extrañas incluso para los hombres que las usaron.

Wells observa:

Ciertamente, ahora parece que nada podría haber sido más obvio para la gente de principios del siglo XX que la rapidez con la que la guerra se estaba volviendo imposible. Y como ciertamente no lo vieron. No lo vieron hasta que las bombas atómicas estallaron en sus manos torpes [...] A lo largo de los siglos XIX y XX, la cantidad de energía que los hombres eran capaces de dominar aumentó continuamente. Aplicado a la guerra, eso significaba que el poder de infligir un golpe, el poder de destruir, aumentaba continuamente [...] No había ningún aumento en la capacidad de escapar [...] La destrucción se estaba volviendo tan fácil que cualquier cuerpo pequeño de descontentos podían usarlo [...] Antes de que comenzara la última guerra, era de conocimiento común que un hombre podía llevar en un bolso una cantidad de energía latente suficiente para destruir media ciudad.

Wells vio la guerra como el resultado inevitable del Estado moderno; la introducción de la energía atómica en un mundo dividido resultó en el colapso de la sociedad . Las únicas posibilidades que quedaban eran "o la recaída de la humanidad en la barbarie agrícola de la que había emergido tan dolorosamente o la aceptación de la ciencia lograda como base de un nuevo orden social". El tema de Wells sobre el gobierno mundial se presenta como una solución a la amenaza de las armas nucleares.

Desde el principio tuvieron que ver el globo redondo como un problema; ya era imposible tratarlo pieza por pieza. Tenían que protegerlo universalmente de cualquier nuevo brote de destrucción atómica, y tenían que garantizar una pacificación permanente y universal.

La devastación de la guerra lleva al embajador francés en Washington, Leblanc, a convocar a los líderes mundiales a una conferencia en Brissago, donde el "Rey Egbert" británico da el ejemplo al abdicar a favor de un estado mundial. Tal es el estado de agotamiento del mundo que el golpe efectivo de este "consejo" ("Nunca, por supuesto, había habido un gobierno tan provisional. Fue de una ilegalidad extravagante ". ) se resiste sólo en algunos lugares. La derrota del "rey Fernando Carlos" de Serbia y su intento de destruir el consejo y tomar el control del mundo se narra con cierto detalle.
Llevada a sus sentidos, la humanidad crea un orden utópico según las líneas de Wells en poco tiempo. La energía atómica ha resuelto el problema del trabajo. En el nuevo orden "la mayoría de nuestra población está formada por artistas".
En el cuarto capítulo titulado “La nueva fase” sigue detallando como es este nuevo mundo, pero también muestra el pensamiento de Wells y su percepción del mundo en el que vive. Vemos esto último cuando afirma que “el antiguo sistema capitalista había fracasado completamente”. La alternativa no capitalista que dibuja en este futuro utópico se organiza de una forma muy peculiar, Wells cuenta que en esta sociedad: “La idea central del moderno sistema era la substitución del cultivo individual por el gremio y la vida en común en aldeas y alquerías. Estos gremios eran asociaciones de hombres y mujeres que cultivaban un determinado número de hectáreas laborables y de praderías, haciéndose responsables de un promedio de producción. Estos gremios eran organizaciones bastante pequeñas para que pudieran regirse por una constitución estrictamente democrática y bastante amplias para que pudieran atender a la satisfacción de las necesidades humanas” Además, este mundo es un mundo que a la simplificación en todos ámbitos.
El Mundo Se Liberta concluye con un capítulo que narra las reflexiones de uno de los sabios de la nueva orden, Marcus Karenin, durante sus últimos días. Karenin sostiene que el conocimiento y el poder, no el amor, son la vocación esencial de la humanidad y que "no existe un límite absoluto para el conocimiento o el poder".